# Mapoka
Mapoka é uma vila localizada no distrito Nordeste em Botswana, sendo situada perto da fronteira com o Zimbabwe. Possuía, em 2011, uma população estimada de 1 789 habitantes.